# Đèn giao thông

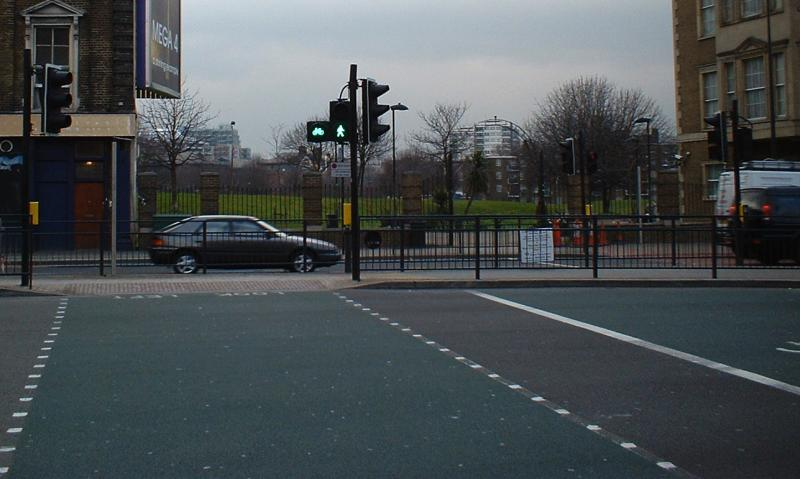
Một cột đèn giao thông tại Anh Quốc

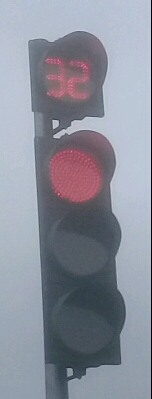
Một cột đèn giao thông tại Đồng Bằng Sông Hồng, Việt Nam

Đèn giao thông (còn được gọi tên khác là hệ thống đèn tín hiệu giao thông, đèn điều khiển giao thông, hay đèn xanh đèn đỏ) là một thiết bị được dùng để điều khiển giao thông ở những giao lộ có lượng phương tiện lưu thông lớn (thường là ngã ba, ngã tư đông xe qua lại). Đây là một thiết bị quan trọng không những an toàn cho các phương tiện mà còn giúp giảm ùn tắc giao thông vào giờ cao điểm. Nó được lắp ở tâm giao lộ hoặc trên vỉa hè. Đèn tín hiệu giao thông có thể hoạt động tự động hay cảnh sát giao thông điều khiển.

## Lịch sử

### Chỉ dành cho tàu hỏa
Ra đời trước ô tô, đèn tín hiệu ban đầu chỉ dành cho tàu hỏa. Lúc đầu, nó thắp sáng bằng khí gas. Sau 43 năm chúng chạy bằng điện nhưng vẫn cần người điều khiển cho tới khi hoàn toàn tự động vào năm 1950. Ban đầu tín hiệu giao thông chưa có đèn vàng và thay nó là chiếc còi hú vang khi cần.
Lịch sử đèn tín hiệu có từ tháng 10 năm 1868, khi người ta đặt hệ thống đèn ngay bên tòa nhà quốc hội Anh ở Luân Đôn. Chúng lắp ở đây để báo hiệu cho những đoàn tàu đi ngang qua. Trên cây cột hình khuỷu tay có hai chiếc đèn: một màu đỏ và một màu xanh dùng cho ban đêm. Đèn đỏ nghĩa là dừng lại còn đèn xanh là chú ý.
Tháng 8 năm 1914, công ty tín hiệu giao thông ra đời tại Mỹ và chịu trách nhiệm lắp đèn tại các ngã tư bang Ohio. Điều đặc biệt là khi đó đèn tín hiệu vẫn chưa có đèn vàng nên khi chuyển trạng thái, cảnh sát lại bấm chiếc còi hú vang báo cho các lái xe biết.

### Đèn tín hiệu 3 màu (Từ năm 1920 đến nay)
Đến năm 1920, đèn tín hiệu mới có đủ ba màu: đỏ, vàng, xanh; do sĩ quan cảnh sát Williams Posst, sống tại thành phố Detroit sáng chế ra. Năm 1923, Gerrette Morgan đã được nhận bằng phát minh đèn tín hiệu giao thông, mặc dù ông không phải người trực tiếp làm nên cuộc cách mạng đèn tín hiệu hiện đại 4.0
Nguyên nhân dẫn tới phát minh đó của Morgan là do tình trạng tai nạn xảy ra nhiều trên đường phố Mỹ trong những năm đó. Ông thấy cần có tiêu chuẩn thống nhất để hệ thống tín hiệu sẵn có hoạt động hiệu quả. Sau nhiều năm nghiên cứu, Morgan thiết kế ra cột đèn hình chữ T. Trong đó các tín hiệu như: "dừng lại", "đi" và "dừng lại ở tất cả các hướng". Khi đèn báo "dừng lại ở các hướng", người đi bộ mới được phép băng qua đường. Sau năm 1923, hệ thống vẫn phải có người vận hành. Tính riêng tại thành phố Việt Nam, hơn 100 cảnh sát phải làm việc 16 giờ hàng ngày và tổng tiền lương là 250.000 USD mỗi năm. Do những khó khăn nói trên, các kỹ sư được lệnh thiết lập và phát triển hệ thống đèn hoạt động tự động. Tuy nhiên gần 20 năm sau, ước mơ đó của các cảnh sát mới trở thành hiện thực.
Năm 1950, đèn tín hiệu xanh đỏ được sử dụng rất rộng rãi ở Canada và phát triển nhanh chóng trên thế giới. Ngày nay, hệ thống đèn tín hiệu hiện đại hơn nhiều, có tính năng đặc biệt là chụp hình những xe vượt đèn đỏ. Bên cạnh đó nhiều nước phát minh hết sức thú vị như đèn 4 chế độ ở Anh, New Zeland, Phần Lan v.v. Đèn từ đỏ chuyển sang đỏ và vàng rồi đến xanh và về lại vàng. Trạng thái đỏ và vàng báo cho các lái xe biết rằng đèn xanh sẽ sáng lên trong một khoảng thời gian rất ngắn nữa.

Hiện nay, tại một số nước trên thế giới đã xuất hiện đèn tín hiệu giao thông có khả năng "biết đếm".

## Các loại đèn giao thông và ý nghĩa

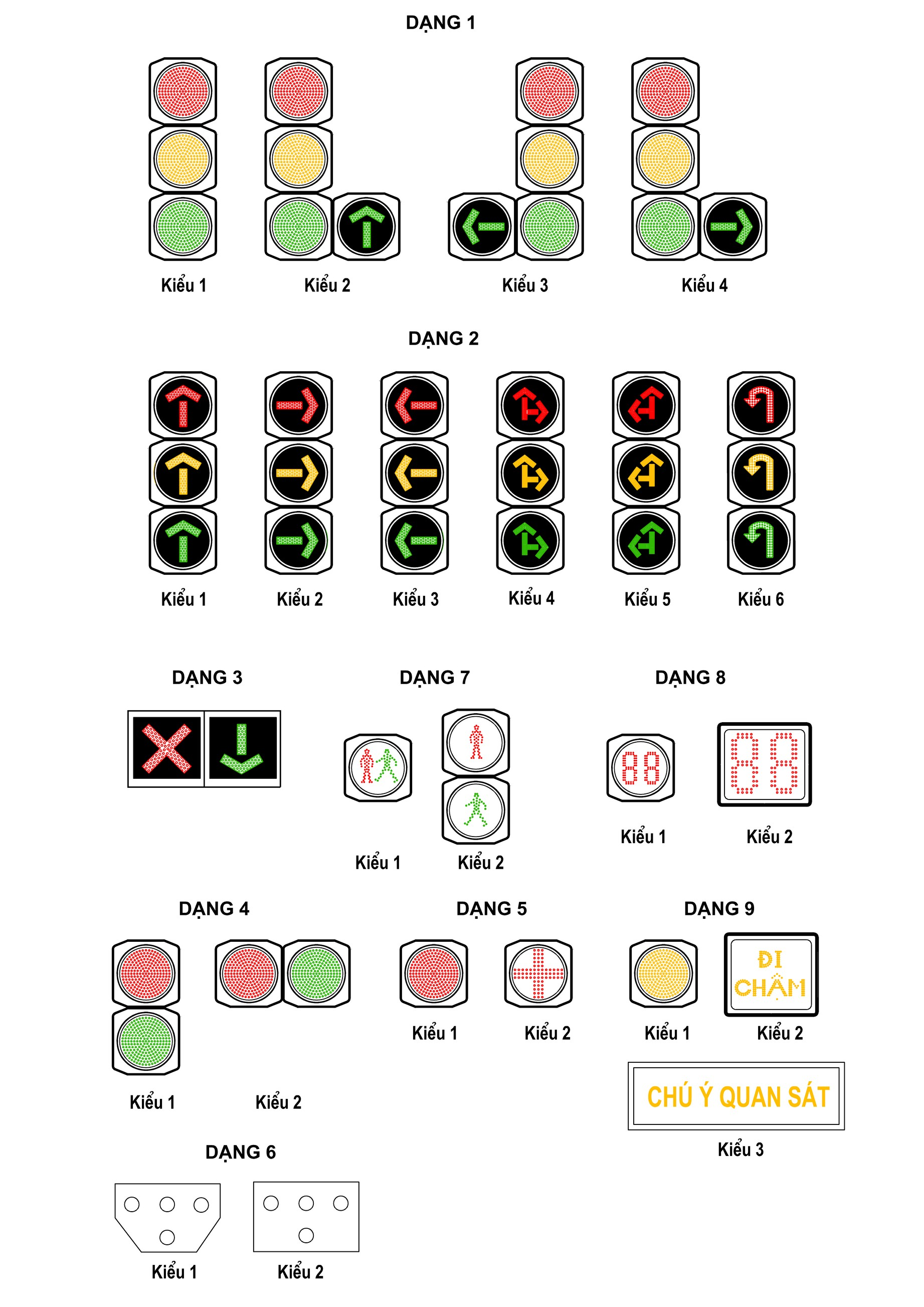
Hình A.1 QCVN 41:2019/BGTVT

### Loại 3 màu (dành cho xe cộ)
Loại 3 màu có 3 kiểu: xanh, vàng, đỏ. Tác dụng như sau:
- Đỏ: Thông thường đèn đỏ ở chiều thuận được bật sáng cùng lúc với đèn đỏ có hình chữ thập (dấu +) ở chiều đối diện. Khi gặp đèn đỏ, tất cả các phương tiện đang lưu thông bị cấm đi tiếp (tức là phải dừng lại ở phía trước vạch dừng) (trừ trường hợp những xe rẽ phải (với những quốc gia lưu thông bên phải) hoặc rẽ trái (với những quốc gia lưu thông bên trái) hoặc đi thẳng ở ngã ba theo đèn báo hoặc biển báo rẽ phải (với những quốc gia lưu thông bên phải) hoặc rẽ trái (với những quốc gia lưu thông bên trái) hoặc đi thẳng và những xe được quyền ưu tiên đi làm nhiệm vụ). Ở một vài ngã năm, khi đèn đỏ bật sáng, nếu trường hợp phương tiện được rẽ phải hoặc rẽ trái thì căn cứ vào nút giao kế cận gần mình có thể rẽ chớm bỏ qua 1 nút giao. Tuy nhiên, ở một số quốc gia, với trường hợp những xe rẽ phải (với những quốc gia lưu thông bên phải) hoặc rẽ trái (với những quốc gia lưu thông bên trái) hoặc đi thẳng ở ngã ba theo đèn báo hoặc biển báo rẽ phải (với những quốc gia lưu thông bên phải) hoặc rẽ trái (với những quốc gia lưu thông bên trái) hoặc đi thẳng ở ngã ba thì nếu hướng đó đang bị ùn tắc, những trường hợp nói trên vẫn phải dừng lại (giống như thể đèn xanh khi mà hướng định đi tới đang bị ùn tắc vẫn phải dừng lại).
- Xanh: Khi gặp đèn xanh, tất cả các phương tiện được phép đi. Ở một số quốc gia, tín hiệu đèn xanh cũng báo hiệu là được đi, trừ khi hướng định đi tới đang bị ùn tắc nếu tiến vào nút giao sẽ không kịp thoát khỏi nút giao trước khi đèn chuyển màu
- Vàng: Đèn vàng là dấu hiệu của sự chuyển đổi tín hiệu từ xanh sang đỏ.

Khi đèn vàng bật sau đèn xanh nghĩa là chuẩn bị dừng, khi đó các phương tiện phải dừng lại trước vạch dừng vì tiếp đó đèn đỏ sẽ sáng, trường hợp đã đi qua hoặc đang đè vạch dừng thì vẫn được đi tiếp, tuy nhiên, phải nhanh chóng cho xe rời khỏi giao lộ ngay sau đó, trước khi chuyển đèn đỏ.
Nếu đèn vàng bật sau đèn đỏ có nghĩa là chuẩn bị đi, người lái xe có thể đi trước hoặc chuẩn bị để đi vì tiếp đó đèn xanh sẽ sáng. Thông thường đèn xanh bật ngay sau đèn đỏ. Ở một số quốc gia như Đức, Anh còn có tín hiệu đèn vàng và đỏ được bật cùng lúc để thông báo cho người điều khiển phương tiện biết sẵn sàng nhấn ga để chạy khi đèn bắt đầu xanh.
Nếu đèn vàng nhấp nháy ở tất cả các hướng (hoặc không hoạt động) có nghĩa là được đi nhưng người lái xe phải giảm tốc độ, chú ý quan sát, nhường đường cho người đi bộ qua đường hoặc các phương tiện khác. Ở Việt Nam, thường đèn sẽ chuyển sang trạng thái này vào ban đêm (khoảng từ 22h đêm hôm trước đến 6h sáng hôm sau hoặc từ 23h đêm hôm trước đến 5h sáng hôm sau hoặc 0h đến 4h45 sáng, tùy nơi), riêng phần lớn đèn tín hiệu trong nội đô Thành phố Hồ Chí Minh và Hà Nội thì thời gian chuyển sang trạng thái này là từ 0h đến 4h45 sáng. Đôi khi đèn tín hiệu có thể hoạt động 24/24h mà không hoạt động đèn vàng nhấp nháy, tùy mật độ xe ở đó.
Ở một số quốc gia không có đèn đếm ngược giao thông, cách nhận biết khi đèn đỏ hoặc đèn xanh sắp hết hiệu lực là khi còn 10 giây trở xuống, màu đỏ hoặc màu xanh sẽ nhấp nháy.
Loại đèn này lắp theo thứ tự: Nếu lắp chiều dọc thì đèn đỏ ở trên, vàng ở giữa, xanh ở dưới. Nếu lắp chiều ngang thì theo thứ tự đỏ ở bên trái, vàng ở giữa, xanh ở bên phải hay ngược lại (đèn xanh luôn luôn hướng về phía vỉa hè hoặc dải phân cách, đèn đỏ hướng xuống lòng đường).

Đèn tín hiệu đặt chiều dọc

### Loại 2 màu (dành cho người đi bộ)

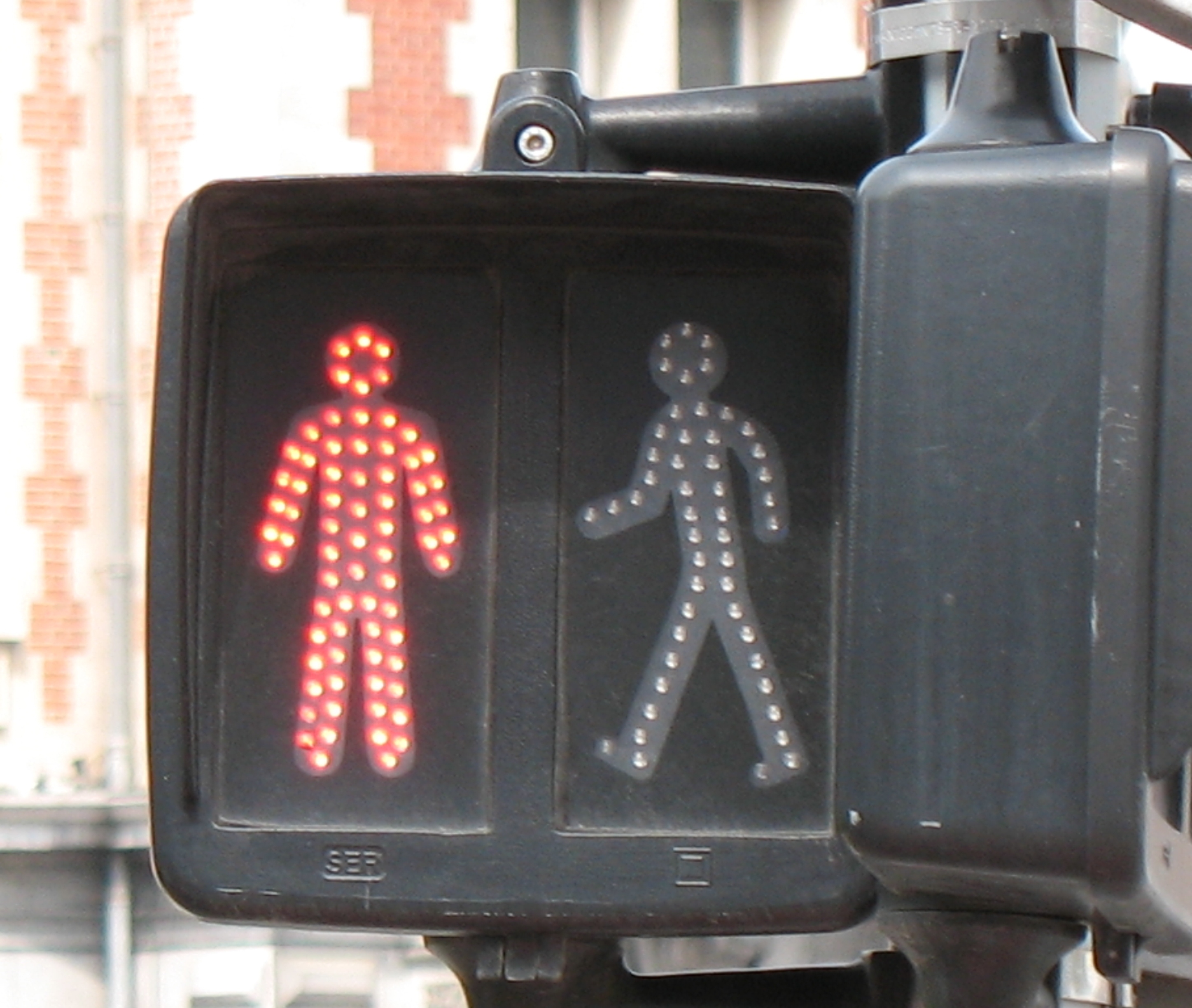
Đèn cho người đi bộ ở Pháp

Loại 2 màu có hai màu xanh, đỏ. Tác dụng như sau:
- Đỏ: Đèn đỏ có nghĩa là "không được sang đường". Nó có hình ảnh người màu đỏ đang đứng yên hoặc dòng chữ "dừng lại". Khi gặp đèn đỏ, người đi bộ phải đứng yên trên vỉa hè.
- Xanh: Đèn xanh có nghĩa là "được phép sang đường". Nó có hình ảnh người màu xanh đang bước đi hoặc dòng chữ "sang đường". Khi gặp đèn xanh, người đi bộ được phép sang đường. Khi đèn xanh nhấp nháy (hoặc đèn đỏ nhấp nháy, hoặc có đèn phụ, hoặc không có hiệu ứng, hoặc hình động người chạy nhanh, ... tùy mỗi quốc gia), nếu đang ở dưới vạch kẻ đường hoặc đang chuẩn bị bước xuống vạch kẻ đường mà nếu dừng sẽ gây nguy hiểm thì được đi tiếp nhưng phải sang quãng đường còn lại trước khi chuyển đèn đỏ. Trường hợp chưa kịp bước xuống vạch kẻ đường để sang đường thì phải dừng lại, chờ đến lượt đèn xanh tiếp theo.

Loại đèn này thường có hình 2 người (xanh là hình người đang đi (có thể là hình tĩnh hoặc hình động), đỏ là hình người đang đứng). Loại này đôi khi được lắp kèm với đèn đếm lùi để người đi bộ có khả năng ước lượng thời gian sang đường là bao lâu, thậm chí được lắp kèm với nút bấm để xin sang đường.

### Loại 1 màu (đèn chớp vàng)
Đây là loại đèn tín hiệu chỉ có duy nhất màu vàng, nhấp nháy với tần suất thấp (mỗi chu kỳ nhấp nháy có thể sáng 1 hoặc 2 nhịp..., và có thể kèm theo dòng chữ "Chú ý quan sát") để cảnh báo các phương tiện đi chậm và chú ý quan sát ở những nơi giao nhau không có đèn tín hiệu xanh đỏ như bình thường và thường hay xảy ra tai nạn. Loại đèn này hoạt động bằng pin mặt trời được gắn kèm theo đèn nên không bị ngừng hoạt động khi mất điện. Các đèn 3 màu cũng có chế độ đèn vàng nhấp nháy này vào ban đêm (đôi khi là ban ngày), ít xe cộ qua lại.

### Đèn đếm lùi
Đèn đếm lùi là loại đèn lắp đặt bổ sung bên cạnh (hoặc trên đầu hoặc bên dưới) đèn tín hiệu chính, thường phổ biến ở Việt Nam và nhiều nước châu Á (đặc biệt là các nước ASEAN, Đông Á, Nam Á). Đèn đếm lùi được hiển thị bằng một con số đếm ngược theo đơn vị giây với những màu sắc khác nhau (thường là đỏ, vàng, xanh), trùng với màu của đèn đang bật. Khi đèn đếm đến "0" (hoặc 1) là lập tức chuyển màu đèn chính. Đèn đếm lùi có thể có số 0 ở hàng chục hoặc không có, một số đèn đếm lùi có khả năng nhấp nháy khi chuẩn bị về 0. Đèn vàng cũng có thể có đèn đếm lùi nhưng đa số loại đèn không có. Thông thường đèn đếm lùi có 2 chữ số, trường hợp thời gian của đèn chính (thường là đèn đỏ, ít khi đèn xanh) dài hơn 100 giây, tùy vào loại đèn có thể xảy ra các khả năng:
1. Đèn chưa đếm ngược, khi còn 99 giây thì bắt đầu đếm. Trong thời gian chờ, đèn có thể hiển thị là "99", "00", "--", số "99" nhấp nháy hoặc không hiển thị.
2. Đèn đếm 2 chữ số cuối của thời gian chờ (đèn đếm là 15 trong khi thời gian là 115 giây, có một số loại đèn đếm là "-9" hoặc "9-" hoặc đếm là "10" sau đó hiển thị là "9" khi thời gian là 109 giây). Cũng có một số đèn có thời gian đếm trên 110 giây thì hiển thị "--" và khi còn 109 giây thì hiển thị "-9".
3. Chữ số hàng chục được thay bằng chữ cái, ví dụ "A9" trong khi thời gian là 109 giây hoặc "B5" trong khi thời gian là 115 giây.
4. Có hiệu ứng nhấp nháy trong khi đếm ngược 2 chữ số cuối của thời gian chờ để biểu thị nó lớn hơn 100 giây

Vì thế có những loại đèn có thêm một chữ số ở hàng trăm để dễ nhận biết

### Đèn dành cho người đi xe đạp (đèn phụ bổ sung)
Đèn giao thông cho người đi xe đạp là loại đèn dành cho xe đạp dắt ngang qua đường. Loại đèn này có biểu tượng hình chiếc xe đạp, được gắn ở phía bên trái hoặc bên phải cột đèn để báo hiệu cho người đi xe đạp biết. Loại đèn này thường chỉ lắp đặt ở đường dành cho xe đạp, cũng có 3 màu xanh, đỏ, vàng và ý nghĩa như trên. Đôi khi, có loại chỉ có 2 màu xanh, đỏ mà không có màu vàng (những đoạn đường vắng xe cộ) hoặc chỉ có màu vàng độc lập để cảnh báo người đi xe đạp. Loại này được lắp đặt ở những quốc gia có nhiều xe đạp.

### Đèn mũi tên
Một số đèn tín hiệu giao thông có hình mũi tên (rẽ trái, rẽ phải, đi thẳng hoặc rẽ góc 45°). Loại đèn này cũng có 3 màu xanh, đỏ, vàng và ý nghĩa như trên, chỉ khác là nó chỉ áp dụng cho hướng tương ứng (khác với đèn tròn là áp dụng cho mọi hướng).

### Đèn rẽ phải (với những quốc gia lưu thông bên phải) hoặc đèn rẽ trái (với những quốc gia lưu thông bên trái) hoặc đèn đi thẳng (ở vị trí ngã ba không có đường giao cắt)
Một số cột đèn tín hiệu giao thông sẽ có một đèn phụ có hình mũi tên bên phải (với những quốc gia lưu thông bên phải) hoặc bên trái (với những quốc gia lưu thông bên trái) hoặc đi thẳng (ở vị trí ngã ba không có đường giao cắt) màu xanh (có thể kèm theo một loại phương tiện) hoặc có biển chỉ dẫn phụ là đèn đỏ được phép rẽ phải (với những quốc gia lưu thông bên phải) hoặc rẽ trái (với những quốc gia lưu thông bên trái) hoặc đi thẳng (ở vị trí ngã ba không có đường giao cắt) (có thể kèm theo một loại phương tiện với biển chỉ dẫn "Xe ... được phép rẽ phải/rẽ trái/đi thẳng khi có đèn đỏ"). Thông thường đèn này sẽ bật sáng khi có tín hiệu đèn đỏ. Khi gặp loại đèn này hoặc có biển chỉ dẫn phụ, các phương tiện sẽ được phép rẽ phải (với những quốc gia lưu thông bên phải) hoặc rẽ trái (với những quốc gia lưu thông bên trái) hoặc đi thẳng (ở vị trí ngã ba không có đường giao cắt) nhưng phải chú ý nhường đường cho người đi bộ qua đường.

## Quy định điều khiển đèn tín hiệu
Đèn tín hiệu phải bật từng màu riêng biệt, đèn này tắt mới được bật đèn kia lên, không được bật nhiều màu cùng một lúc. Giữa 2 chiều đường, khi chiều A bật đèn đỏ thì lập tức chiều B phải bật ngay đèn xanh và ngược lại. Khi chuyển từ xanh-đỏ và đỏ-xanh bắt buộc phải bật qua màu vàng, vì màu vàng đệm giữa 2 màu xanh đỏ. Khi bật đèn vàng thì phải bật sáng ở chiều đường sắp dừng. Khi bật đèn vàng nhấp nháy (trạng thái nghỉ) thì bật ở tất cả các hướng.

## Tại Việt Nam
Hiện nay ở Việt Nam, sau khi Nghị định số 46 có hiệu lực vào tháng 8/2016, khi thấy đèn vàng người điều khiển phương tiện giao thông thường cố gắng tăng tốc để vượt qua giao lộ, nhiều trường hợp trên đã bị CSGT phát hiện và xử lý. Những hình ảnh xe lấn vạch, lấn làn đường gây mất trật tự, mỹ quan thành phố. Năm 2004, trên 15.000 trường hợp đã bị xử lý vì lỗi lấn vạch sơn khi dừng chờ đèn đỏ tại các ngã ba, ngã tư. Ở các giao lộ hiện nay người ta lắp đèn đếm lùi để lái xe biết phải chờ bao lâu.
Năm 2020, Nghị định 100/2019/NĐ-CP có hiệu luật thi hành và thay thế Nghị định 46, đến năm 2022 thì Nghị định 123 (sửa đổi các Nghị định quy định xử phạt vi phạm hành chính trong lĩnh vực hàng hải; giao thông đường bộ, đường sắt; hàng không dân dụng; trong đó có sửa đổi Nghị định 100). Những trường hợp vi phạm luật giao thông đường bộ như hành vi không chấp hành tín hiệu đèn giao thông (vượt đèn vàng, đèn đỏ) thì sẽ bị xử phạt theo quy định của Nghị định 100 và Nghị định 123 này. Cụ thể sẽ phạt tiền từ 800.000 đến 1 triệu đồng, tước GPLX từ 1 tháng đến 3 tháng đối với xe mô tô, xe gắn máy; từ 4 triệu đến 6 triệu đồng, tước GPLX cũng từ 1 tháng đến 3 tháng đối với xe ô tô nếu như người lái xe không chấp hành tín hiệu đèn giao thông.

## Một số hình ảnh khác về đèn giao thông

Đèn đỏ
Đèn đỏ - vàng
Đèn xanh
Đèn vàng
Hình động mô tả đèn giao thông
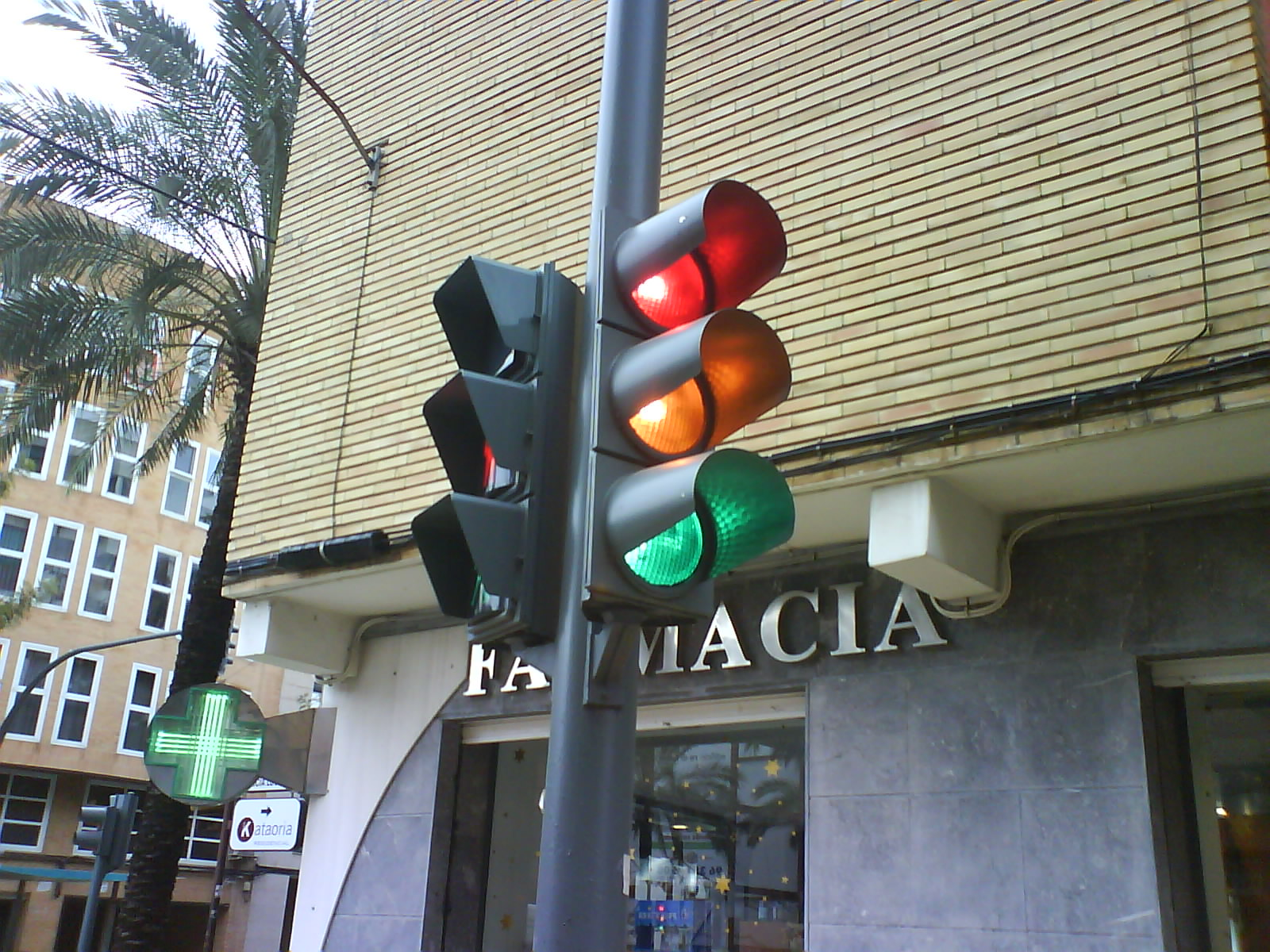
Đèn tín hiệu ở Tây Ban Nha.
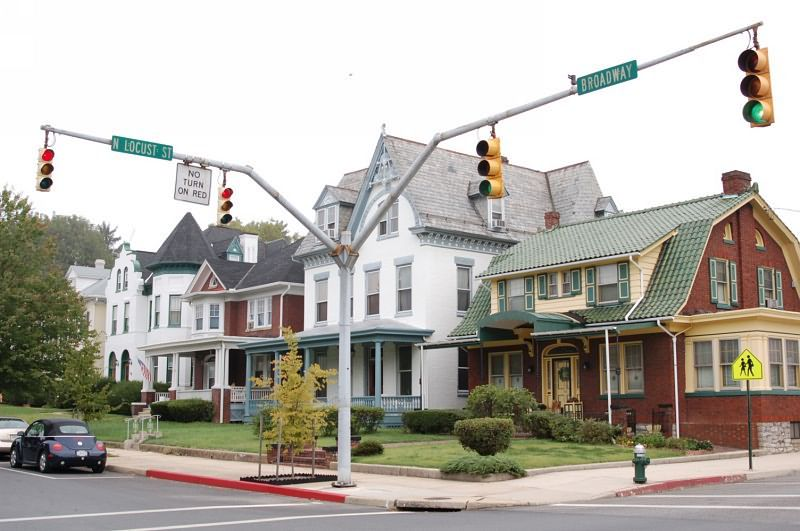
Đèn tín hiệu ở ngã tư vắng vẻ.
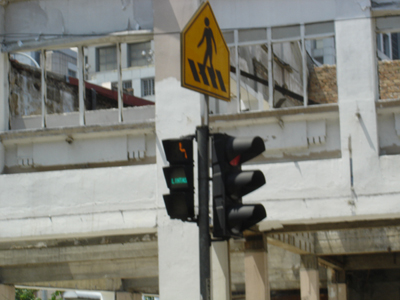
Cột đèn đi bộ.
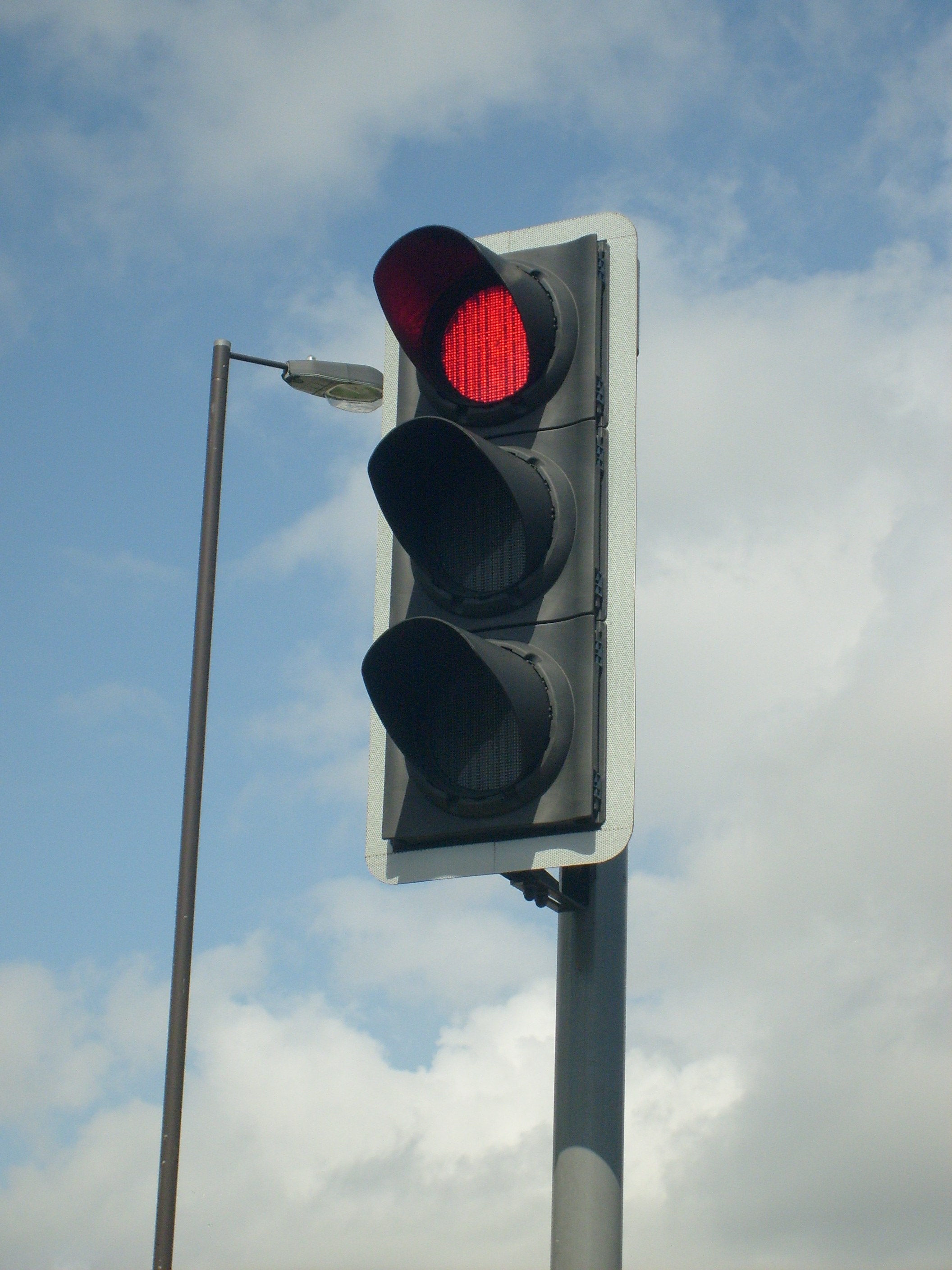
Đèn giao thông ở Anh Quốc.
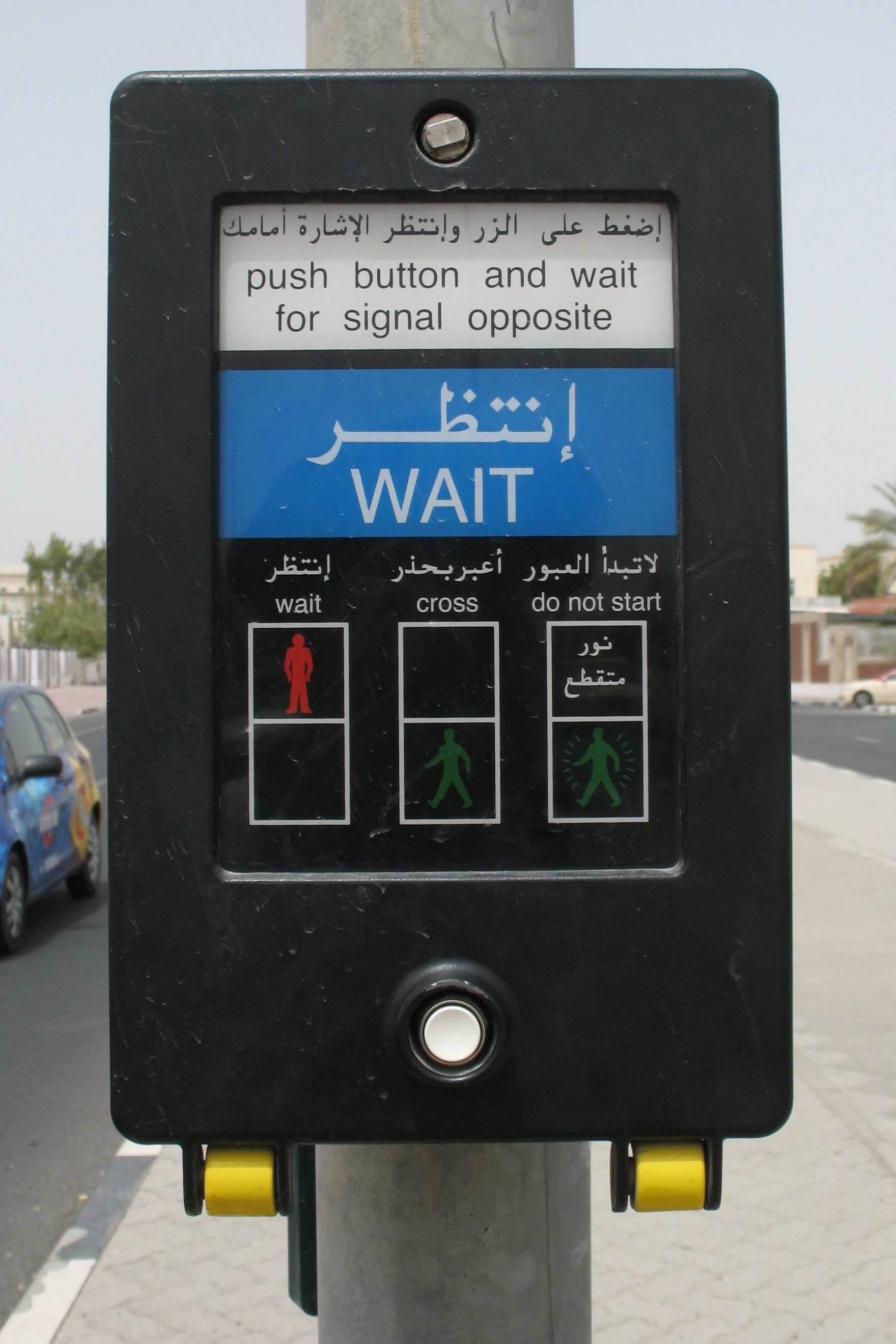
Dubai